# 諾朱爾冰原島峰
63°19′S 56°5′W / 63.317°S 56.083°W
諾朱爾冰原島峰（英語：Nodule Nunatak），是南極洲的冰原島峰，位於葛拉漢地的茹安維爾島南部，處於索盧斯山以南6公里，海拔高度440米，現時由南極條約體系管理。